# Patricia av Connaught
Prinsessan Patricia av Connaught, född 17 mars 1886, död 12 januari 1974, var en brittisk prinsessa.

## Biografi
Patricia var dotter till prins Arthur, hertig av Connaught och Strathearn och Luise av Preussen och sondotter till drottning Viktoria av Storbritannien. Hon följde under sin uppväxt med sin familj mellan faderns olika posteringar i den brittiska armén runtom det brittiska imperiet, och levde i både Indien och Kanada. Hon deltog som brudtärna i den framtida Georg V av Storbritanniens bröllop med Mary av Teck 1893.
Patricia av Connaught ansågs vara en av de mest eftertraktade prinsessorna i Europa vid 1900-talets början, och hennes framtida giftermål blev föremål för många spekulationer under den edvardianska eran. Hon sammankopplades med bland andra Gustaf VI Adolf (som 1905 gifte sig med systern Margaret som blev Sveriges kronprinsessa), Alfons XIII av Spanien, Ludvig Filip av Portugal, Adolf Fredrik VI av Mecklenburg-Strelitz och storfurst Michail Aleksandrovitj av Ryssland. Hon var med sin pappa i Kanada när denne tjänstgjorde som dominionens generalguvernör och har ett regemente i Kanadas armé som bär hennes namn.
Patricia gifte sig 27 februari 1919 i Westminster Abbey med den skotske sjöofficeren Sir Alexander Ramsay. Hon fick en son senare samma år.
Patricia tillbringade sitt liv i Storbritannien. Vid sitt giftermål avstod hon från sin titel och rang som brittisk prinsessa, men ägnade sig hela sitt liv åt att leva ett kungligt liv och närvara vid kungliga högtider som bröllop, trädgårdspartys, kröningar och statsbesök. Hon blev änka 1972.